# 棕叶薹草
棕叶薹草（学名：Carex kucyniakii）是莎草科薹草属的植物。分布于越南北部以及中国大陆的云南东南部等地，生长于海拔1,250米的地区，多生于山谷湿润草地，目前尚未由人工引种栽培。